# Nobylis
Nobylis (né le 15 mai 2001) est un cheval hongre bai du stud-book Selle français, qui a concouru au niveau international en saut d'obstacles avec le cavalier ukrainien Oleg Krasyuk.

## Histoire

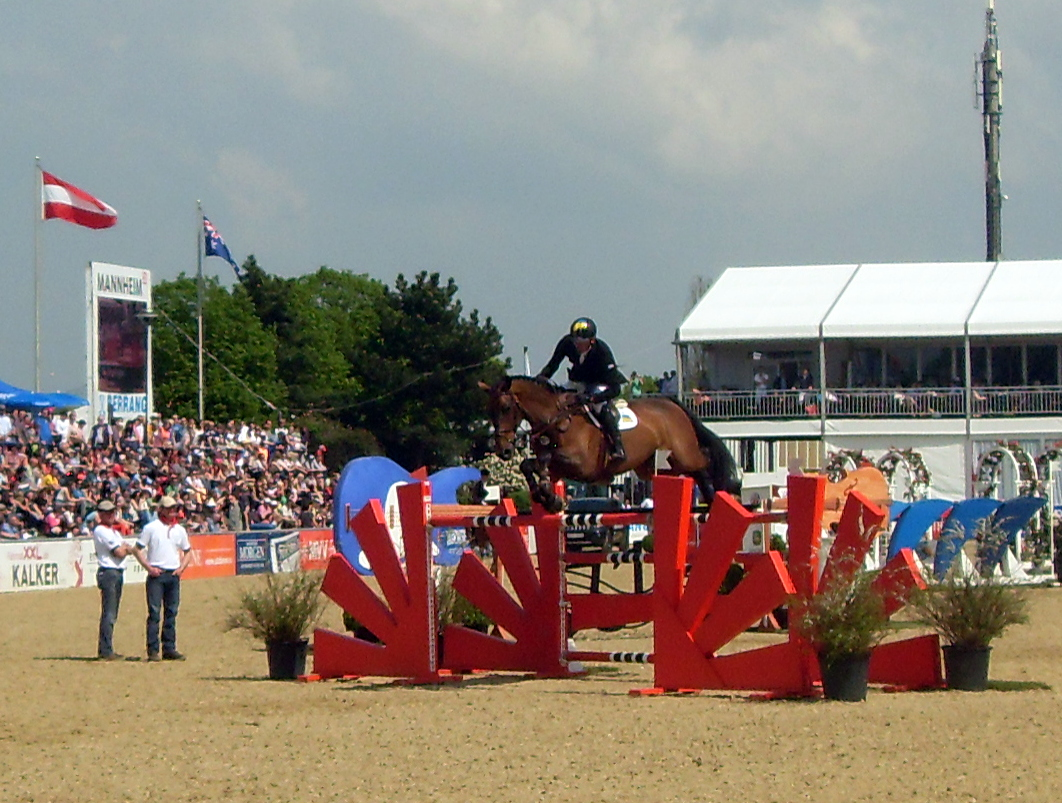
Nobylis monté par Oleg Krasyuk en 2013.

Nobylis naît le 15 mai 2001 au Haras de la Folie, dans la commune de Maintenon, en Eure-et-Loir (France),. 
Il est monté 4 saisons durant ses jeunes années par Caroline Nicolas, remportant en particulier le CSI2* de Jardy, en septembre 2010. Il est acquis en décembre 2011, à l'âge de 10 ans, par le milliardaire et oligarque ukrainien Alexander Onyshchenko, en vue d'une participation aux Jeux Olympiques de Londres en 2012,.
Avec un double parcours sans-faute après barrage, le couple participe à la victoire de l'Ukraine durant l'étape Coupe des Nations de Rome, en mai 2013,,.

## Description
Nobylis est un hongre de robe baie, inscrit au stud-book du Selle français. 

## Palmarès
Il atteint un indice de saut d'obstacles (ISO) de 169 en 2013.

## Origines
Nobylis est un fils de l'étalon Selle français Bonhomme II, et de la jument Hottonie, par Rox de la Touche. Il compte 25 % d'ancêtres Pur-sang, 20 % d'Anglo-arabe et 2 % d'Arabe.
| Origines de Nobylis                                       | Origines de Nobylis                      | Origines de Nobylis                    | Origines de Nobylis |
| --------------------------------------------------------- | ---------------------------------------- | -------------------------------------- | ------------------- |
| Père Bonhomme II 1989 - 2009 Selle français A Bai, 1,70 m | Risketou 1983 - Selle français           | Lord Gordon 1977, Selle français       | Almé                |
| Père Bonhomme II 1989 - 2009 Selle français A Bai, 1,70 m | Risketou 1983 - Selle français           | Lord Gordon 1977, Selle français       | Taviane             |
| Père Bonhomme II 1989 - 2009 Selle français A Bai, 1,70 m | Risketou 1983 - Selle français           | Funny 1971, Selle français             | Laurier X           |
| Père Bonhomme II 1989 - 2009 Selle français A Bai, 1,70 m | Risketou 1983 - Selle français           | Funny 1971, Selle français             | Virevent            |
| Père Bonhomme II 1989 - 2009 Selle français A Bai, 1,70 m | Hanabera A 1973 - Selle français A       | Diabolo 1964, Anglo-arabe              | Pesant d'Or         |
| Père Bonhomme II 1989 - 2009 Selle français A Bai, 1,70 m | Hanabera A 1973 - Selle français A       | Diabolo 1964, Anglo-arabe              | Divonne             |
| Père Bonhomme II 1989 - 2009 Selle français A Bai, 1,70 m | Hanabera A 1973 - Selle français A       | Vivandière 1965, Selle français        | Red Star            |
| Père Bonhomme II 1989 - 2009 Selle français A Bai, 1,70 m | Hanabera A 1973 - Selle français A       | Vivandière 1965, Selle français        | Irma                |
| Mère Hottonie 1995 - Selle français A Bai                 | Rox de la Touche 1983 - Selle français A | Lord Gordon 1977, Selle français       | Almé                |
| Mère Hottonie 1995 - Selle français A Bai                 | Rox de la Touche 1983 - Selle français A | Lord Gordon 1977, Selle français       | Taviane             |
| Mère Hottonie 1995 - Selle français A Bai                 | Rox de la Touche 1983 - Selle français A | L'Aupezerie 1977, Selle français       | Fantaisiste         |
| Mère Hottonie 1995 - Selle français A Bai                 | Rox de la Touche 1983 - Selle français A | L'Aupezerie 1977, Selle français       | Jouvencelle         |
| Mère Hottonie 1995 - Selle français A Bai                 | Loidie 1977 - Selle français A           | Geronimo D 1972, Selle français        | Questeur            |
| Mère Hottonie 1995 - Selle français A Bai                 | Loidie 1977 - Selle français A           | Geronimo D 1972, Selle français        | Ma Veine            |
| Mère Hottonie 1995 - Selle français A Bai                 | Loidie 1977 - Selle français A           | Kermesse du Madon 1954, Selle français | Peu sûr             |
| Mère Hottonie 1995 - Selle français A Bai                 | Loidie 1977 - Selle français A           | Kermesse du Madon 1954, Selle français | Babette             |